# Cobreville
Cobreville (en wallon : Cobrêvèye) est un village de la commune belge de Vaux-sur-Sûre située en Région wallonne dans la province de Luxembourg.
Avant la fusion des communes de 1977, Cobreville faisait partie de la commune de Nives.

## Étymologie
L’appellation Caprile Villae signifiant Chèvrerie s'est transformée au fil des siècles en Caprileville, Cabriville, Cabraiville, Cobraiville, Cobréville au XIIe siècle pour devenir Cobreville. Le blason de la commune de Vaux-sur-Sûre reprend celui des Seigneurs de Cobreville.

## Situation et description
Cobreville est un petit village ardennais traversé par la route nationale 848 (chemin de Martelange) qui se raccorde à l'autoroute E25 dont la sortie n°56 se trouve à quelques hectomètres.
La localité est le prolongement oriental du village de Nives et se trouve à environ 13 km au sud-ouest de Bastogne.